# Andrzej Augustyński
Andrzej Stanisław Augustyński (ur. 4 maja 1963 w Tarnowie) – polski teolog, prezbiter katolicki w Zgromadzeniu Misji, lider organizacji obywatelskich, działacz samorządowy, przedsiębiorca społeczny, publicysta.

## Życiorys
W latach 1970–1978 uczęszczał do Szkoły Podstawowej nr 10 im. Romana Sybiraka Sanguszki w Tarnowie (osiedle Klikowa). W okresie 1974–1978 przyswoił podstawy języka angielskiego w miejscowym Pałacu Młodzieży. Był ministrantem i lektorem w kościele parafialnym Niepokalanego Serca Najświętszej Maryi Panny w Tarnowie-Klikowej. W latach 1978–1982 był uczniem I. Liceum Ogólnokształcącego im. K. Brodzińskiego, redagował gazetkę szkolną „Skryba”, kolportował tomiki wierszy Czesława Miłosza odbite na powielaczu, interesował się fizyką kwantową. W 1982 uzyskał świadectwo dojrzałości z wyróżnieniem i wstąpił do Zgromadzenia Misji w Krakowie. Podczas studiów filozoficzno-teologicznych w Instytucie Teologicznym Księży Misjonarzy na Stradomiu w Krakowie, działającym w ramach Papieskiej Akademii Teologicznej pozostawał pod wpływem ks. prof. Józefa Tischnera, organizował zajęcia dla dzieci w domu dziecka przy ul. Piekarskiej, publikował w periodyku studenckim „Meteor”, współtworzył Przegląd Piosenki Religijnej „Vincentiana”, uczestniczył w oazach Ruchu Światło-Życie jako animator. Zetknął się z Robertem Sokolowskim, amerykańskim księdzem i filozofem, profesorem w Katolickim Uniwersytecie Ameryki (ang. The Catholic University of America), który rozbudził w nim zainteresowanie fenomenologią.
W czerwcu 1983 poznał w Krakowie dwóch maltańskich duchownych, którymi byli Joseph Carabott i Joseph Camilleri. W 1986 pierwszy raz przebywał na Malcie, która z czasem stała się jego „drugą ojczyzną”. W sierpniu 1989 przewodniczył uroczystej liturgii w j. maltańskim w bazylice Wniebowzięcia Matki Bożej w Moście.
Wystąpił także w odcinku 151 pt. „Miejsce spotkań” programu „Makłowicz w podróży” poświęconemu archipelagowi Wysp Maltańskich.
W maju 1988 ukończył studia obroną pracy magisterskiej na temat hermeneutyki Ericha Fromma i przyjął święcenia prezbiteratu z rąk abp. gdańskiego Tadeusza Gocłowskiego. W latach 1988–1990 był katechetą w Trzcielu, a następnie od 1990 do 1992 uczył religii i j. angielskiego w Bydgoszczy. W 1992 powtórnie zamieszkał w Krakowie, przystępując do organizowania placówki dla dzieci w budynku przy ul. Długiej 42, zakupionym przez ks. Kazimierza Siemaszkę w 1886, przejętym przez władze komunistyczne i przekształconym w pogotowie opiekuńcze dla chłopców w 1954. Równocześnie nawiązał relacje z przedstawicielami Polonii Amerykańskiej w Nowym Jorku, gdzie zapoznał się z działalnością organizacji pozarządowych, pracujących z młodzieżą i kwestował na rzecz projektów charytatywnych w Polsce. Był także kapelanem w Domu Pomocy Społecznej im. Anny i Ludwika Helclów w Krakowie. Studiował zarządzanie zasobami ludzkimi na Uniwersytecie Jagiellońskim.

## Działalność publiczna

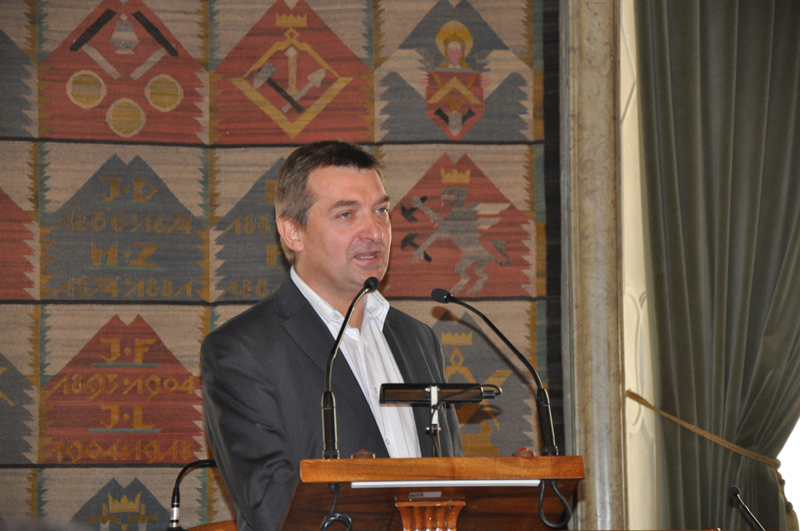
Andrzej Augustyński podczas wystąpienia przed Radą Miasta Krakowa, październik 2010

### Charytatywna
W maju 1993 zainicjował badania ankietowe prowadzone pod kątem problemów i potrzeb społecznych, występujących na terenie krakowskiego Kleparza i dokonał naboru wychowanków do nowej placówki. W lipcu 1993 zorganizował wypoczynek wakacyjny dla 150 dzieci w Krynicy. Od 2 października 1993 kierował nowo powstałym Centrum Młodzieży „U Siemachy” przy ul. Długiej 42 w Krakowie, które w 1998 rozwinęło się w sieć Dziennych Ośrodków Socjoterapii „U Siemachy”, znanych jako SIEMACHA Spot. Z powodu nieporozumień z ks. Bronisławem Sieńczakiem, dyrektorem Fundacji im. ks. Siemaszki opuścił jej struktury w 2003.
Po otrzymaniu zgody przełożonych na rozpoczęcie samodzielnej działalności, 30 listopada 2003 zainicjował powstanie Stowarzyszenia „U Siemachy” i został jego pierwszym przewodniczącym. Z czasem skorygowano nazwę na Stowarzyszenie SIEMACHA. W czerwcu 2019 zakończył pracę w zarządzie, a został prokurentem. 29 września 2022 został ponownie wybrany przez Walne Zgromadzenie Stowarzyszenia SIEMACHA na 3-letnią kadencję prezesa jednoosobowego Zarządu.

### Zagraniczna
Na zaproszenie ks. Romana Górowskiego, wieloletniego proboszcza parafii św. Stanisława Kostki w Brooklynie (NY) w latach 1992–2001 angażował się w działalność duszpasterską w Prowincji Nowej Anglii Zgromadzenia Misji, m.in. w Brooklynie (NY), New Haven (CT), Derby (CT). Początkiem 1993 udał się do Nuncjatury Apostolskiej w Kijowie, gdzie z pomocą jej sekretarza Milana Šašika zapoznał się z lokalnymi problemami, w tym zjawiskiem „dzieci ulicy”, spotkał się z bp. Janem Purwińskim i miejscową Polonią, z czego przygotował raport dla władz Zgromadzenia. Za pośrednictwem Anatolija Poliakowa, lekarza z Kijowa przesyłał leki dla dzieci w Czarnobylu. Współorganizował zbiórki pieniędzy i sprzętu medycznego dla szpitala dziecięcego w Winnicy oraz pobyty rehabilitacyjne żołnierzy ukraińskich w Odporyszowie. Polsko-ukraińską wymianę młodzieży uczynił stałym elementem działalności Stowarzyszenia. Z początkiem marca 2022 podjął aktywność na rzecz uchodźców wojennych z Ukrainy.

### Duszpasterska
W latach 1997–2000 był radcą Polskiej Prowincji Zgromadzenia Misji. Od września 2004, przez blisko 10 lat był superiorem domu im. ks. Kazimierza Siemaszki przy ul. Długiej 42 w Krakowie. Przeprowadził kompleksową rewitalizację i rozbudowę nieruchomości. W lipcu 2019 odwiedził miejsce urodzenia Kazimierza Siemaszki w parafii Betygoła na Litwie, z czego powstał dokument filmowy pt. Społecznik z Betygoły. W okresie 2001–2011 był dwukrotnie powoływany do Rady Duszpasterskiej Archidiecezji Krakowskiej, w trakcie pierwszej kadencji (2001-2006) przewodniczył komisji ds. charytatywnych.
2 kwietnia 2005 wziął udział w programie Anny Kluz-Łoś w Radiu Kraków poświęconym odchodzeniu papieża Jana Pawła II. Rozmowy ukazały się drukiem. Wraz z Danielą Motak 27 maja 2006 relacjonował dla Polskiego Radia spotkanie papieża Benedykta XVI z młodzieżą na krakowskich Błoniach. Na zaproszenie pastora Friedricha Magiriusa, w obecności Zofii Romaszewskiej, reprezentującej Prezydenta Rzeczypospolitej, 2 września 2019 w ewangelickim kościele św. Mikołaja (Nikolaikirche) w Lipsku wygłosił okolicznościowe przemówienie z okazji 80. rocznicy napaści hitlerowskich Niemiec na Polskę. 10 października 2021 z ks. Alfredem Wierzbickim i ks. Andrzejem Lutrem odprowadził prochy poety Adama Zagajewskiego na miejsce wiecznego spoczynku w kościele Świętych Apostołów Piotra i Pawła w Krakowie.

### Samorządowa
W 1998 Jan Rokita (wówczas przewodniczący sejmowej komisji Administracji i Spraw Wewnętrznych) włączył go do zespołu ekspertów, wypracowujących zestaw działań naprawczych w obszarze patologii społecznych wśród młodzieży. W konsekwencji związał się z krakowskim samorządem jako koordynator Miejskiego Programu Przeciwdziałania Przestępczości Młodzieży (1999-2002) w trakcie kadencji prezydenta Andrzeja Gołasia, następnie pełnomocnik i doradca społeczny ds. młodzieży (2002-2014) prezydenta Jacka Majchrowskiego.
Współtworzył program „Bezpieczny Kraków”. Był m.in. inicjatorem cyklicznej imprezy sportowej dla młodzieży „Juliada”, „Poradnika Młodego Krakusa”, gazety młodzieżowej „Śmigło”, licznych konferencji dla osób, zajmujących się pracą z młodzieżą, wzmocnienia roli pedagogów szkolnych, angażowania socjologów i streetworkerów, doskonalenia technik prewencyjnych policji. Zorganizował 10 edycji Małopolskiego Forum Liderów Młodzieżowych.
25 lutego 2022 otrzymał nagrodę Młodzieżowej Rady Krakowa w kategorii wolontariat i aktywizm społeczny.
W latach 2003–2004 był koordynatorem projektu „Demos” realizowanego we współpracy z kilkoma miastami europejskimi pod kierunkiem brytyjskiego socjologa prof. Michaela Carleya. Celem projektu było włączanie mieszkańców w zarządzanie miastem w drodze jednoczesnego wdrażania i monitorowania inicjatyw obywatelskich, tzw. „dobrych praktyk” z zastosowaniem „metody badań w akcji”. Wraz z prof. UJ Andrzejem Bukowskim reprezentował miasto Kraków na konferencji finalnej w Edynburgu w czerwcu 2004. W tym samym roku, jako delegat miasta Krakowa udał się do Norymbergii na spotkanie ekspertów poświęcone zagadnieniom przeciwdziałania rasizmowi. W 2007 był inicjatorem i sygnatariuszem przystąpienia Krakowa do sieci miast Cities for children. W maju 2010 w Muzeum Mercedesa-Benza w Stuttgarcie, w imieniu miasta Krakowa odebrał nagrodę za unikalny koncept społeczny Centrum Rozwoju Com-Com Zone w Nowej Hucie, łączący wychowanie, sport i terapię w jednym nowoczesnym obiekcie.

### Innowacje społeczne

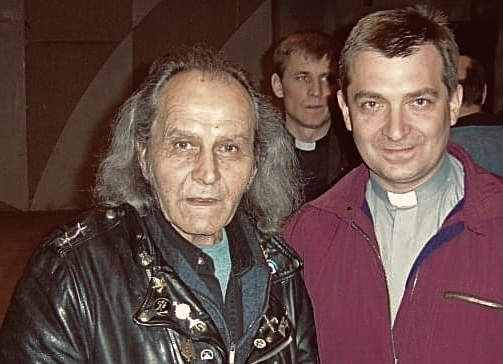
Andrzej Augustyński na spotkaniu z ks. Guy Gilbertem w Warszawie, kwiecień 2004

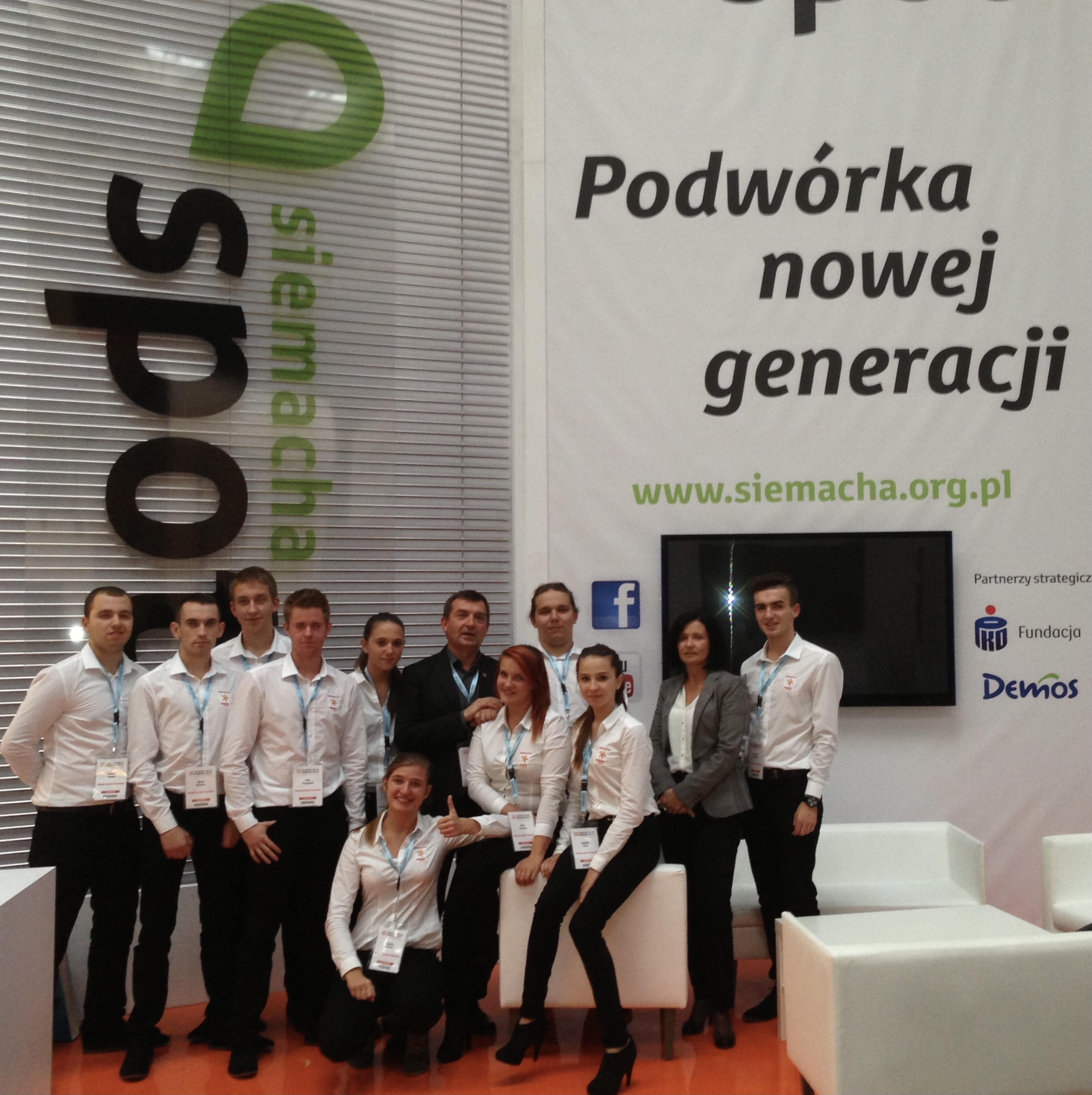
Andrzej Augustyński w gronie wychowanków SIEMACHY na Shopping Center Forum w Warszawie, wrzesień 2013

27 maja 2002 razem z Joe Carabott (Malta) i Edmundem Gutowskim (USA) założył Fundację DEMOS. Od tego czasu w majątku rodzinnym pradziadka Wojciecha w Odporyszowie rozwija wielofunkcyjny ośrodek dla dzieci. Do kompleksu położonego na działce o pow. 10 ha należą: dom dziecka, placówka wsparcia dziennego dla dzieci z okolicznych miejscowości, ośrodek jeździecki, kryta pływalnia, boisko piłkarskie, sala kinowa, place zabaw i miejsca rekreacji, ponadto tereny zielone, uprawy i padoki. Jest inicjatorem wzniesienia na cmentarzu parafialnym w Odporyszowie epitafium Jana Wnęka oraz rekonstrukcji grobu jego mecenasa ks. Stanisława Morgensterna.
W kwietniu 2004 kard. Franciszek Macharski wydelegował go do Warszawy na spotkanie z francuskim księdzem Guy Gilbertem. Wizja pracy z młodzieżą Gilberta wywarła znaczący wpływ na jego dalszą działalność. W 2007 w Kitzbühel został przyjęty do grona członków Ashoki, uzyskał dwuletnie stypendium i zetknął się ze środowiskiem innowatorów społecznych. W efekcie wieloletniej współpracy z Rafałem Sonikiem, w listopadzie 2010 uruchomił placówkę dla młodzieży zlokalizowaną przy centrum handlowym Gemini Park Tarnów. Według jego autorskiego pomysłu w kolejnych latach powstały placówki w Krakowie, Rzeszowie, Kielcach, Wrocławiu. Zainicjował badania przeprowadzone przez grupę naukowców z Instytutu Socjologii UJ w Krakowie pod kierunkiem prof. UJ Marty Smagacz-Poziemskiej na temat zachowań młodych ludzi w przestrzeni nowoczesnych centrów handlowych, których wyniki zostały opublikowane w 2015 w książce pt. „Czy miasto jest potrzebne? (Nowe) przestrzenie życiowe młodych mieszkańców miasta”.

### Inna działalność

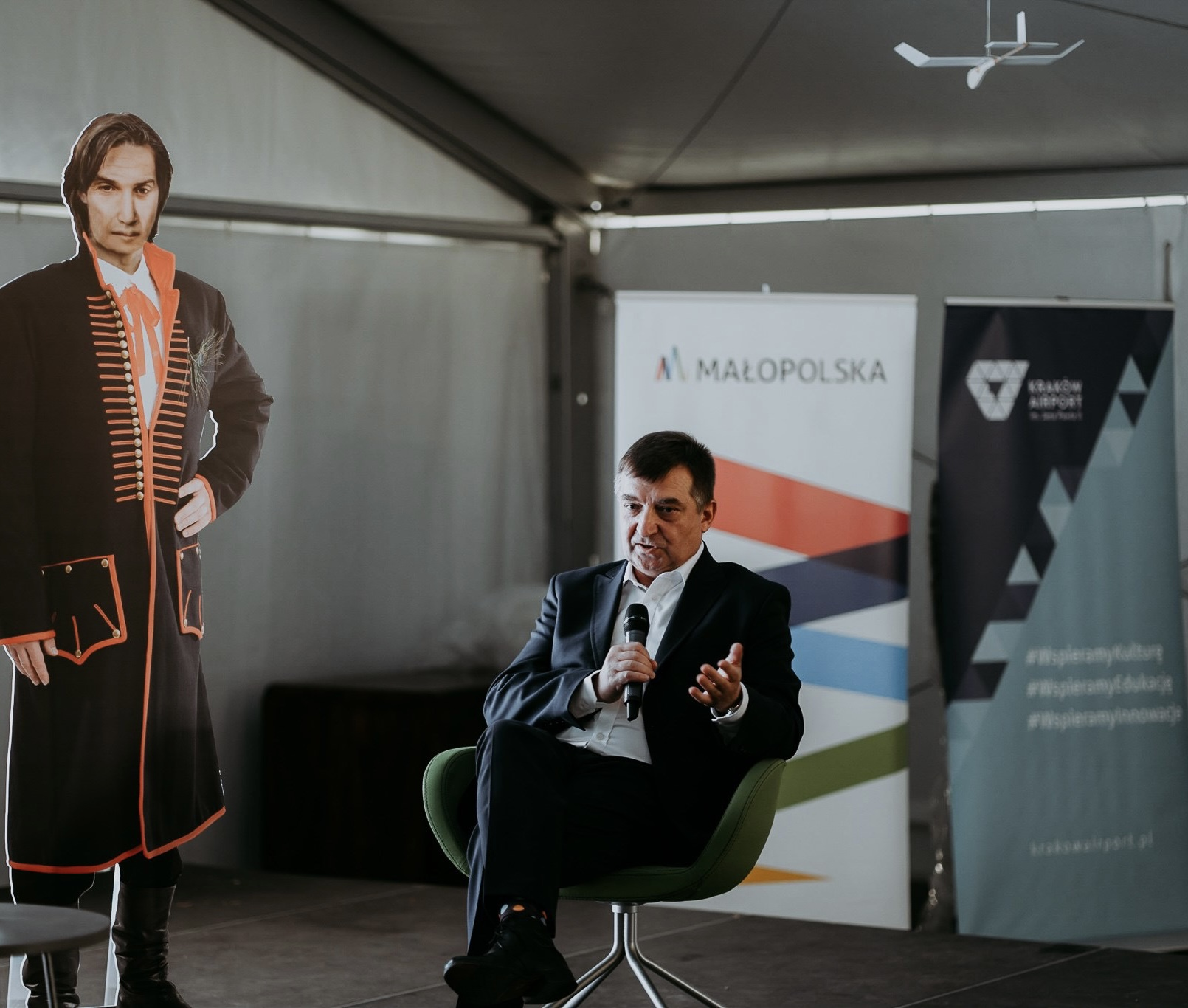
Andrzej Augustyński prezentuje „portret pamięciowy” Jana Wnęka, Odporyszów, wrzesień 2019

Sprzeciwia się eksponowaniu dysfunkcji podopiecznych w kampaniach reklamowych organizacji oraz „emocjonalnemu szantażowi” wywieranemu na darczyńców.
W listopadzie 2004 w Wiedniu odebrał w imieniu miasta Krakowa główną nagrodę „Eurocities” za wideoklip pt. Cracow trusts young people, który stworzył we współpracy z reżyserem Igorem Mołodeckim.
Zasiadał także w organach statutowych Fundacji Dzieło Nowego Tysiąclecia.

## Życie prywatne

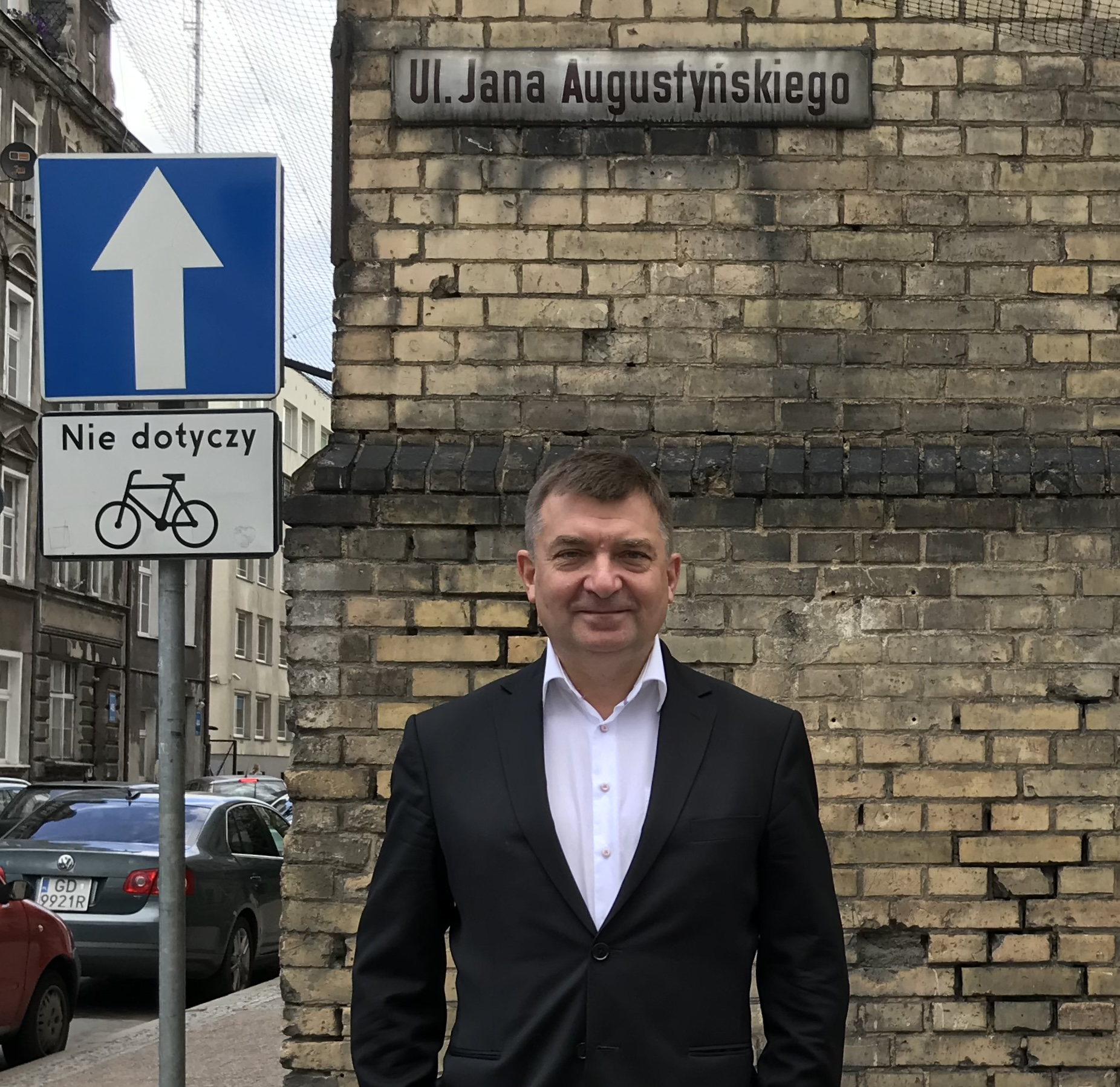
Andrzej Augustyński w dawnym Gimnazjum Polskim Macierzy Szkolnej w Gdańsku, kierowanym w latach 1925–1939 przez prof. Jana Augustyńskiego, lipiec 2018

Jest jedynym potomkiem Kazimierza Augustyńskiego (1931–2020) i Stanisławy z d. Przybycień (1936-2022), prawnukiem Wojciecha Augustyńskiego, spokrewnionym przez ojca z budowniczymi II Rzeczypospolitej: Zygmuntem Augustyńskim, Janem Augustyńskim, Władysławem Augustyńskim, Stanisławem Augustyńskim. Jest spowinowacony z Barbarą Nawratowicz-Stuart. Zajmuje się dokumentacją losów rodziny Augustyńskich.

## Publikacje
- „Spacer przez dwa Testamenty” w: „Kalejdoskop krakowski”, s. 17–25, Kraków 2020 ISBN 978-83-958490-6-0.
- „Droga Żelazna”, Fundacja Demos, Odporyszów 2019, ISBN 978-83-928122-6-5.
- „Album na 25-lecie SIEMACHY”, autor tekstów, Kraków 2018
- „Coca kocha Colę”, Fundacja Demos, Kraków 2010, ISBN 978-83-928122-5-8.
- „Między domem a ulicą – wokół problemów wychowania w dobie globalizacji i kultury masowej” – we współpracy z dr hab. Andrzejem Bukowskim UJ, Urząd Miasta Krakowa, Kraków 2005
- „Czyja jest socjoterapia?”, Urząd Miasta Krakowa, Kraków 2004[34]

## Multimedia
- "Siemaszko" - pełnometrażowy film (108 min.) o życiu i dziele ks. Kazimierza Siemaszki (1847-1904), premiera: 15 lutego 2024, Kino "Kijów", Kraków[35]
- "Symfonia losu" - dokument poświęcony Stanisławie Augustyńskiej (1936-2022), czerwiec 2023[36]
- „Kazik – film o życiu i czasach Kazimierza Augustyńskiego”, wrzesień 2021
- „Społecznik z Betygoły”, dokument filmowy o ks. Kazimierzu Siemaszce, Kraków 2019
- „Czy jestem w ciąży”, klip na Boże Narodzenie, grudzień 2018
- „Malta – Miejsce spotkań”, program telewizyjny, we współpracy z Robertem Makłowiczem, luty 2014
- „O Janie Wnęku, który ptakom pozazdrościł”, film, we współpracy z Igorem Mołodeckim
- „Ulice wielkiego miasta”, film dokumentalny, Kraków 2006
- „Trzy żywioły”, prezentacja multimedialna, Kraków 2004
- „Cracow trust young people”, klip promocyjny, Kraków 2004
- „Stawanie”, prezentacja multimedialna, Kraków 2002

## Odznaczenia
- 2020: Order Zasługi III stopnia przyznany przez Prezydenta Ukrainy Wołodymyra Załenskiego za znaczący osobisty wkład w rozwój wolontariatu i aktywną działalność charytatywną[37]
- 2019: Odznaka za zasługi dla Sił Zbrojnych Ukrainy[38]
- 2018: Złota Odznaka Honorowa – Krzyż Małopolski
- 2009: Krzyż Kawalerski Orderu Odrodzenia Polski[39] „za wybitne zasługi w działalności na rzecz osób potrzebujących pomocy, za osiągnięcia w pracy zawodowej i społecznej”
- 2008: Odznaka „Honoris Gratia” za działalność na rzecz młodzieży w Krakowie

## Nagrody i wyróżnienia
- Miłosierny Samarytanin Roku 2024, Kraków 2025[40]
- Nagroda specjalna w konkursie Diamenty Zielonego Przemysłu Executive Club, Kraków 2024[41]
- Dyplom Stowarzyszenia Sieć Solidarności 2023[42]
- Nagroda "Przyjaciel Młodzieży Krakowskiej", Kraków 2022
- Nagroda „Architekt Rozwoju”, UN Global Compact Poland 2017
- Nagroda „Społecznik Roku” „Newsweek Polska” 2015[43]
- Krakowianin Roku 2014[44]
- Nagroda Grand Prix „Amicus Hominum” 2014
- Medal „Pro Publico Bono” Ministra Pracy i Polityki Społecznej 2014[45]
- Medal „Zasłużony dla Województwa Małopolskiego Palatinatus Poloniae Minoris Meriti” 2014
- Medal świętego Jerzego 2012[46]
- Nagroda Totus Tuus 2011[31]
- Nagroda im. Józefa Dietla 2011[47]
- Nagroda Tarnowskiej Fundacji Kultury „Uskrzydlony” 2010[48]
- Nagroda NSZZ Solidarność „Solidarni w sporcie” 2008[49]
- Nagroda „Optimus Hominum” 2005[50]
- I Nagroda Eurocities za wideoklip „Cracow Trusts Young People”, Wiedeń 2004
- Nagroda im. księdza Józefa Tischnera 2003[51]
- Nagroda Gazety Wyborczej w plebiscycie "Śladem Człowieka", Kraków 1998[52]
- Wyróżnienie Polcul Foundation 1997[53]